# دهار الشطيبة (تغرامت)
دهارالشطيبة هي إحدى مشيخات المملكة المغربية، تتبع جغرافيا لإقليم الفحص أنجرة وإداريًا لتغرامت. يقدر عدد سكانها بـ 1628 نسمة حسب الإحصاء الرسمي للسكان والسكنى لسنة 2004.